# بن یحیی عبد الرحمان
بن یحیی عبد الرحمان (به عربی: بن يحيى عبد الرحمان) یک شهرداری‌های الجزایر در الجزایر است که در ناحیه تاجنانت واقع شده‌است.
 بن یحیی عبد الرحمان  ۱۰٬۲۲۲ نفر جمعیت دارد.